# Volkstheater Wenen

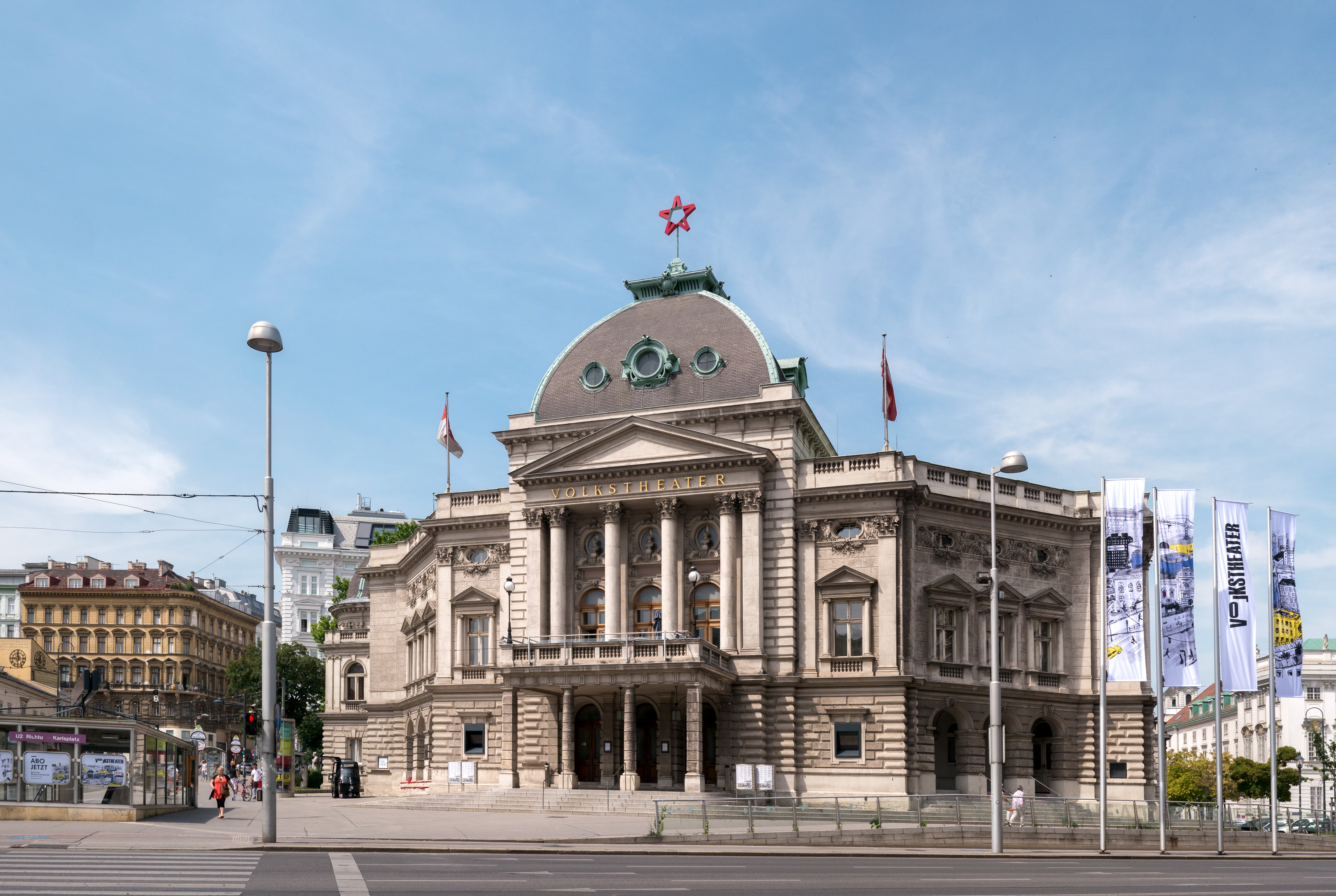
Het Volkstheater in Wenen.

Het Volkstheater Wenen (Deutsches Volkstheater tot 1945) is een theater in het district Neubau van Wenen. Het werd gebouwd in 1889 volgens ontwerpen van Hermann Helmer en Ferdinand Fellner. 
Het Volkstheater ligt in de Neustiftgasse 1 (sinds 2017: Arthur Schnitzler-Platz 1),  tegenover het Naturhistorisches Museum Wien in de buurt van het MuseumsQuartier en de Museumstraße. Het is een van de grootste theaters in de Duitstalige wereld.